# チルドレン・オブ・ザ・コーン
『チルドレン・オブ・ザ・コーン』（Children of the Corn）は、1984年に公開されたアメリカのホラー映画である。原作は、スティーブン・キングの『トウモロコシ畑の子供たち』。

## 概要
キングの短編集『深夜勤務』からの映画化で、短編を原作に独立した映画として映画化された初の映画である。当初、同短編集のTVシリーズのひとつとして製作される予定であったが、立ち消えとなり、本作の映画化権は転売されていき、最終的にニューワールド・ピクチャーズのものとなった。
これまでのキング作品の映画化は長編が多数で、原作内容の絞り込みが問題であったが、『チルドレン・オブ・ザ・コーン』は短編であるがゆえ、原作に忠実な映画化に期待できたにもかかわらず、でき上がった映画は原作とかけはなれたものになってしまった。キング自身もこの映画には否定的である旨を述べている。
2024年8月16日に、4Kリマスター版が日本で劇場公開。

## ストーリー
若き医師バートは、恋人と赴任地に行く途中、子どもしかいない村に来てしまった。
バートの恋人は、子どもたちがトウモロコシ畑の中央で行う祭りの生贄として捕えられてしまった。

## キャスト
- ピーター・ホートン
- リンダ・ハミルトン
- R・G・アームストロング
- ジョン・フランクリン
- コートニー・ゲインズ

## スタッフ
- 監督：フリッツ・カーシュ（英語版）
- 製作：ドナルド・P・ボーチャーズ（英語版）、テレンス・カービー
- 製作総指揮：アール・グリック、チャールズ・J・ウェバー
- 原作：スティーヴン・キング
- 脚本：ジョージ・ゴールドスミス
- 撮影：ラウール・ローマス
- 音楽：ジョナサン・エリアス
- 編集：ハリー・ケラミダス（英語版）

## シリーズ
- チルドレン・オブ・ザ・コーン（1984年） - 一作目
- スティーブン・キング/死の収穫（1992年） - 二作目
- スティーブン・キング/アーバン・ハーベスト（1995年） - 三作目
- スティーブン・キング/アーバン・ハーベスト2（1996年） - 四作目
- チルドレン・オブ・ザ・コーン5:恐怖の畑（1998年） - 五作目
- ザ・チャイルド（1999年） - 六作目
- Children of the Corn: Revelation（2001年） - 七作目（日本未公開）
- スティーヴン・キング トウモロコシ畑の子供たち（2009年） - リメイク
- ザ・チャイルド:悪魔の起源（2011年） - 八作目
- Children of the Corn: Runaway（2018年） - 九作目（日本未公開）
- スティーヴン・キング エイジ・オブ・パンデミック（2020年） - リブート